# 波特级驱逐舰
波特級驅逐艦（英語：Porter-class destroyer）是美國海軍在30年代的艦隊更新計劃中所開發的第二種驅逐艦，也是美國第一種以驅逐領艦（Destroyer Leader）為概念所開發的艦艇。所謂驅逐領艦，其概念首創於英國皇家海軍，在其概念中，此類艦艇將作為驅逐艦戰隊的旗艦。這種艦艇通常會做的比一般驅逐艦來的大，藉以容納更多的武裝和通訊裝備，火力亦較一般驅逐艦強。使其在魚雷戰中能夠扮演驅散敵方驅逐艦隊，或是在率領己方驅逐艦作戰時，同步打擊敵方驅逐艦、甚至於輕巡以阻止其妨礙己方之行動。

## 研發歷程
早在1921年，當時的美國海軍將官會議上便提出了5種驅逐領艦的設計方案，據美國海軍史學家諾曼.費德曼（Norman Friedman）指出，其建造所需費用之高，足以購買大部份的維克斯級和克萊門森級驅逐艦，因此遭到國會批評導致難產。
然而，隨著日本在1928年推出吹雪級驅逐艦，法國也在1930年退出倫敦海軍會議之後宣佈要建造大型驅逐艦，上述兩起事件逼使美國海軍必須作出相對的回應。最終的產物就是波特級驅逐艦。

## 武裝及動力配置
本級艦採用4具重油蒸氣鍋爐（共出力5萬匹馬力），搭配2具主機。採雙軸推進，基準排水量1,850噸，最高航速35海節，續航力6,500海浬（15海節），乘員人數194人。艦上原先配有2座通訊暨瞭望用的桅杆，後艦身亦有一個艦橋。後來基於強化火力及改善艦體重心配置而將後艦橋及後桅杆撤除。
波特級的武裝有4座連裝127mm/L38砲塔（皆為封閉式的Mk-22型，艦首、艦尾各2座，僅能平射），並搭配四連裝28mm防空機砲2座、四連裝533mm魚雷發射管2具和深水炸彈滑軌兩條（備彈14枚）。而在進入二次大戰之後，原來的28mm機砲則換裝為3座四連裝波佛斯40mm機砲（或是連裝版2座）和2座連裝奧勒岡20mm機砲，對其防空火力有大幅度的加強。也有部份艦(DD-357, DD-360)的1,4號主砲塔改裝高平兩用雙聯裝,第3砲塔改為單裝,第2砲塔拆除改機砲的配置。

## 戰歷
美國參戰之後，本級艦即隨美軍轉戰各地，其中3艘在大西洋，其餘都在太平洋。是少數幾乎全家族都平安度過戰火的驅逐艦－除了波特號之外。戰後有部份本級艦被從驅逐艦降級改裝為雜役船，直到1949年才退役。
波特號在1942年10月26日，於聖克魯茲海戰(日方稱呼「南太平洋海戰」）中，在搶救己方被擊落的TBF復仇者式轟炸機飛行員時，因TBF的魚雷意外纏上救生圈，結果該枚魚雷在撞擊艦身之後爆炸，當場重創該艦。 在生還官兵全體棄艦之後，由僚艦
蕭號以砲火擊沉。

## 波特級各艦列表
| 艦名       | 舷號   | 建造者       | 開工日期       | 下水日期       | 服役日期       | 除役日期       | 結局 |
| ---------- | ------ | ------------ | -------------- | -------------- | -------------- | -------------- | --- |
| 波特號     | DD-356 | 紐約造船廠   | 1933年12月18日 | 1935年12月12日 | 1936年8月27日  | 不適用         | 1942年10月26日, 於聖克魯斯群島戰役中沈沒。其原因一說為遭日軍潛艇I-21擊沈，另一說為一架友軍復仇者式魚雷轟炸機在海面迫降後, 機上的魚雷被觸發，最終意外擊中波特號。 |
| 塞弗里奇號 | DD-357 | 紐約造船廠   | 1933年12月18日 | 1936年4月18日  | 1936年11月25日 | 1945年10月15日 | 1947年10月拆解。 |
| 麥道加號   | DD-358 | 紐約造船廠   | 1933年12月18日 | 1936年7月17日  | 1936年12月23日 | 1946年6月24日  | 1945年9月17日被重新分類及命名為AG-126, 於1949年拆解。 |
| 溫思勞號   | DD-359 | 紐約造船廠   | 1933年12月18日 | 1936年9月21日  | 1937年2月17日  | 1950年6月28日  | 1945年9月17日被重新分類及命名為AG-127, 於1959年拆解。 |
| 菲爾普斯號 | DD-360 | 福爾河造船廠 | 1934年1月2日   | 1935年7月18日  | 1936年2月26日  | 1945年11月6日  | 1947年拆解。 |
| 克拉克號   | DD-361 | 福爾河造船廠 | 1934年1月2日   | 1935年10月15日 | 1936年5月20日  | 1945年10月23日 | 1946年3月拆解。 |
| 莫菲特號   | DD-362 | 福爾河造船廠 | 1934年1月2日   | 1935年12月11日 | 1936年8月28日  | 1945年11月2日  | 1947年5月作為廢鋼出售並拆解。 |
| 巴區號     | DD-363 | 福爾河造船廠 | 1934年5月16日  | 1936年3月24日  | 1936年10月20日 | 1945年10月19日 | 1946年拆解。 |

## 編成案例
二次大戰以前，本級有多艘是被編入為各驅逐戰隊的旗艦而非自己組成驅逐隊，角色頗為類似日本的水雷戰隊的輕巡洋艦旗艦角色。以下為初期戰隊編成：
- DesRon1 戰隊旗艦:DD-360 (波特級)
  - DesDiv1 旗艦:DD-349 DD-350 DD-351 DD-352 (法拉加特級)
  - DesDiv2 旗艦:DD-348 DD-353 DD-354 DD-355 (法拉加特級)
- DesRon2 戰隊旗艦:DD-417 (辛姆斯級)
  - DesDiv3 旗艦:DD-411 DD-409 DD-410 DD-412 (辛姆斯級)
  - DesDiv4 旗艦:DD-413 DD-414 DD-415 DD-416 (辛姆斯級)
- DesRon3 戰隊旗艦:DD-361 (波特級)
  - DesDiv5 旗艦:DD-372 DD-369 DD-371 DD-375 (馬漢級)
  - DesDiv6 旗艦:DD-370 DD-365 DD-373 DD-374 (馬漢級)
- DesRon4 戰隊旗艦:DD-357 (波特級)
  - DesDiv7 旗艦:DD-387 DD-386 DD-388 DD-391 (巴格萊級)
  - DesDiv8 旗艦:DD-389 DD-390 DD-392 DD-393 (巴格萊級)
- DesRon5 戰隊旗艦:DD-356 (波特級)
  - DesDiv9 旗艦:DD-366 DD-364 DD-367 DD-368 (馬漢級)
  - DesDiv10 旗艦:DD-376 DD-377 DD-378 DD-379 (馬漢級)
- DesRon6 戰隊旗艦:DD-363 (波特級)
  - DesDiv11 旗艦:DD-401 DD-380 DD-382 DD-400 (格里德利級)
  - DesDiv12 旗艦:DD-384 DD-385 DD-397 DD-398 (馬漢級和班漢級)
- DesRon8 戰隊旗艦:DD-419 (辛姆斯級)
  - DesDiv15 旗艦:DD-399 DD-406 DD-407 DD-408 (班漢級)
  - DesDiv16 旗艦:DD-402 DD-403 DD-404 DD-405 (班漢級)
- DesRon9
  - DesDiv17 旗艦:DD-358 DD-359 DD-362 DD-394 (波特級,索莫斯級)
  - DesDiv18 旗艦:DD-395 DD-381 DD-383 DD-396 (索莫斯級)

## 參看
维基共享资源上的相關多媒體資源：波特级驱逐舰

## 外部連結
- Porter-class destroyers at Destroyer History Foundation
- 美國海軍船艦網(驅逐艦之部) （页面存档备份，存于）
- 世界各国の軍艦（駆逐艦） （页面存档备份，存于）